# Alfred Partikel

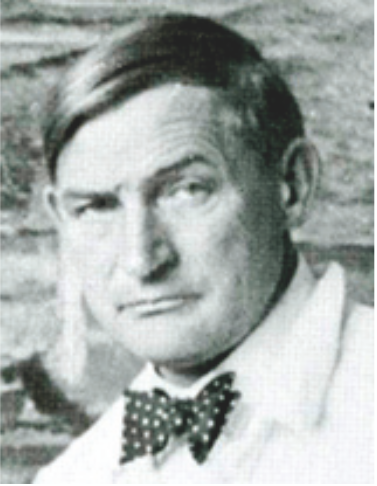
Alfred Partikel

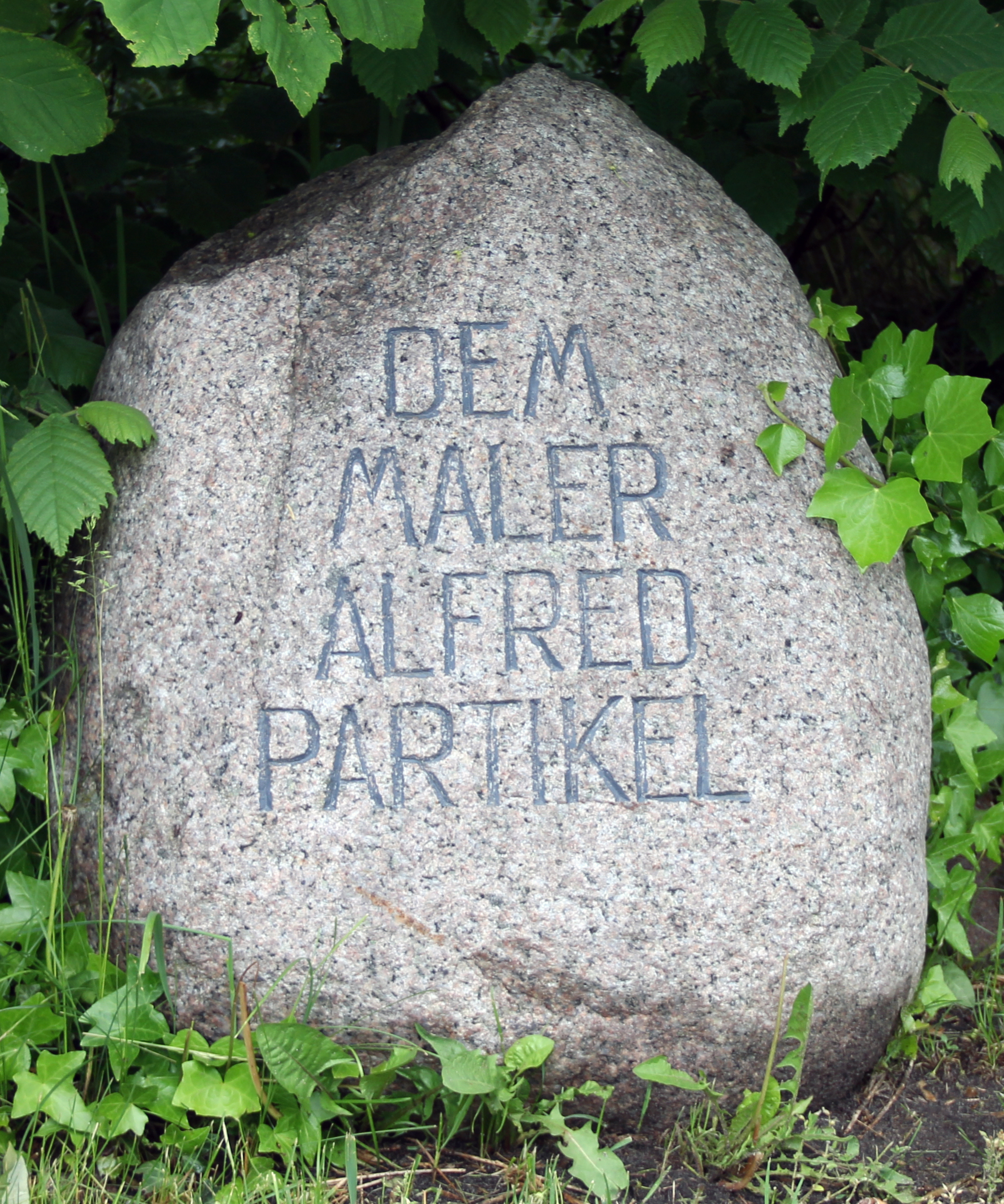
Gedenkstein in Ahrenshoop. Gestiftet von Gerhard Marcks

Ernst Fritz Alfred Partikel (* 7. Oktober 1888 in Goldap, Ostpreußen; † (verschollen) 20. Oktober 1945 in Ahrenshoop) war ein deutscher Landschaftsmaler.

## Leben
Alfred Partikel wurde 1888 als Sohn des Goldaper Amtsgerichtssekretärs Adolf Partikel (1857–1945) geboren. Nach dem Besuch der Volksschule in Szittkehmen und des Gymnasiums in Insterburg war er 1905 ein halbes Jahr an der Kunst- und Gewerbeschule Königsberg i. Pr. Noch 1905 wechselte Partikel an die Kunstakademie Königsberg, die er bis 1907 bei Ludwig Dettmann, Olof Jernberg und Heinrich Wolff besuchte. Danach arbeitete er als freischaffender Maler und betrieb nebenher weitere Studien in München, Weimar und Berlin (1911). Er war Mitglied der Freien Secession und im Deutschen Künstlerbund.
Von 1914 bis 1918 war Partikel Soldat im Ersten Weltkrieg. Von 1919 bis 1921 hatte er mit dem Bildhauer Richard Scheibe in Berlin eine Ateliergemeinschaft und erste Begegnungen mit Gerhard Marcks. Er heiratete 1921 Anna Dorothea Körte (1892–1967), die Tochter des Majors a. D. und Musikwissenschaftlers Oswald Körte, der seit 1904 ein Haus in Ahrenshoop an der Ostsee besaß. Hier hatte auch Partikel ab 1921 seinen Wohnsitz und ein Atelier.
1929 wurde er als Professor für die Landschaftsklasse an die Kunstakademie Königsberg berufen. Mit seinen Schülern unternahm er Studienfahrten durch Ostpreußen. Bei ihm lernten u. a. Ingrid Andersson und Ulrich Knispel. 1930/1931 war er mit einem Stipendium neben Werner Gilles Gast der Villa Massimo in Rom. Nach der Schließung der Akademie war er von 1933 bis 1944 Lehrer für Landschaftsmalerei an den Staatlichen Meisterateliers für bildende Künste Königsberg, der Nachfolgeinstitution der Kunstakademie. Einer seiner Schüler war dort 1944 Günter Hain.
1937 wurde im Rahmen der deutschlandweiten konzertierten Aktion „Entartete Kunst“ zehn Werke Partikels, die nicht dem nationalsozialistischen Kunstkanon entsprachen, aus der Nationalgalerie Berlin (Kronprinzen-Palais), dem Museum für Kunst und Heimatgeschichte Erfurt, dem Provinzial-Museum Hannover, der Städtischen Galerie Nürnberg und dem Museum für Kunst und Kunstgewerbe Stettin beschlagnahmt.
Im Februar 1945 floh Partikel gemeinsam mit Eduard Bischoff mit dem Fahrrad aus Ostpreußen nach Ahrenshoop. Dort verschwand er am 20. Oktober auf der Pilzsuche. Sein Leichnam wurde nie gefunden. Noch Ende 1945 wurden zwei Aquarelle Partikels auf der „Jahresschau 1945 der Kunstschaffenden aus Mecklenburg-Vorpommern“ in Schwerin ausgestellt.
Alfred Partikel war einer der bedeutendsten Darsteller der ostpreußischen Landschaft, besonders der masurischen Hügellandschaft südlich seiner Heimatstadt Goldap. Seine Kunstwerke hängen unter anderem im Kunstforum Ostdeutsche Galerie in Regensburg, im Museum Stadt Königsberg in Duisburg und in der Kunsthalle Mannheim. Ebenso sind seine Werke in der Berlinischen Galerie, im Kulturhistorischen Museum Rostock und im Kunstmuseum Ahrenshoop zu finden. 1949 zeigte die Kunsthalle Bremen eine Gedächtnisausstellung für Alfred Partikel. Eine weitere Ausstellung fand 1988 zu seinem 100. Geburtstag im Kunstforum Ostdeutsche Galerie in Regensburg statt.

## Galerie

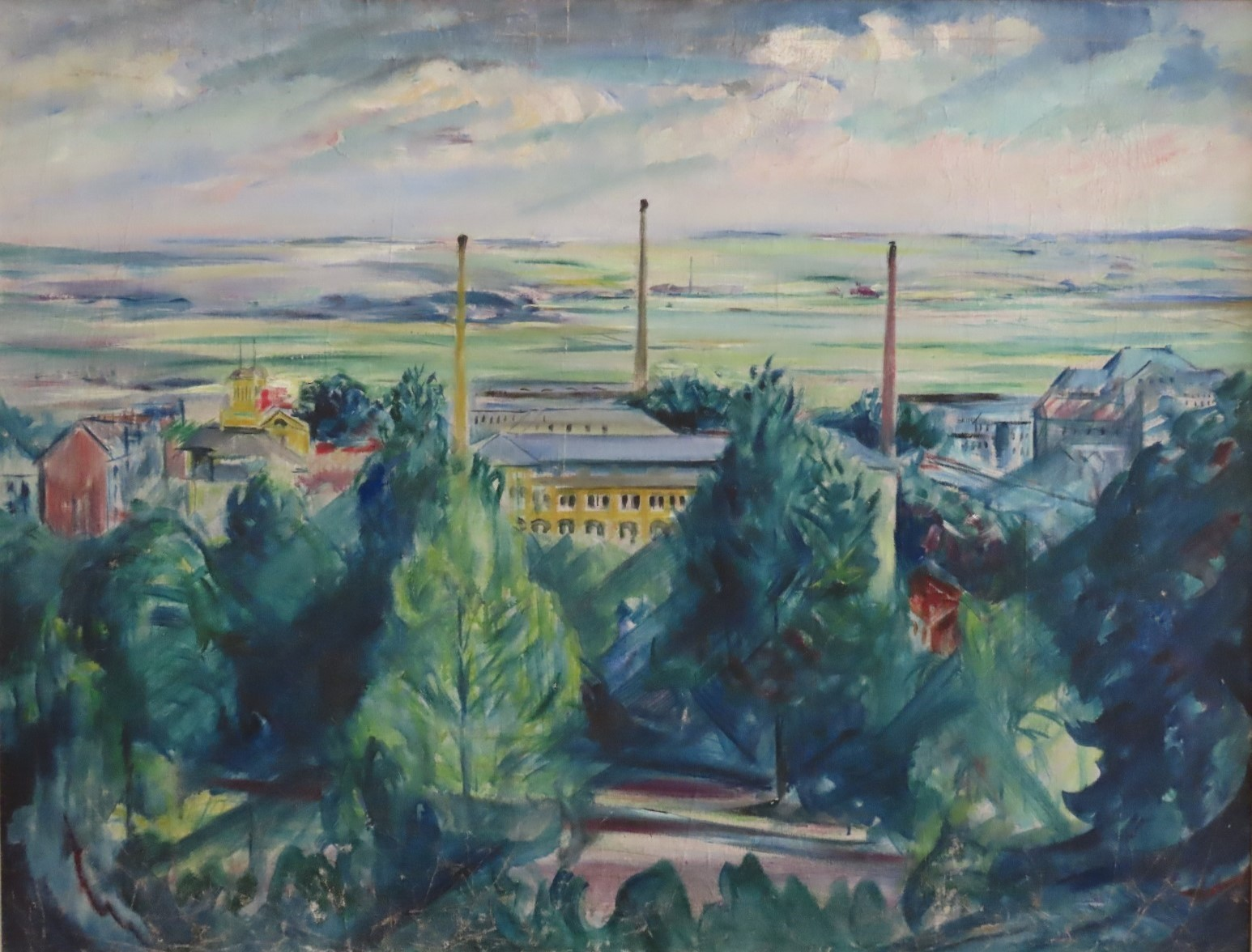
Fabrik hinter Bäumen (1919)
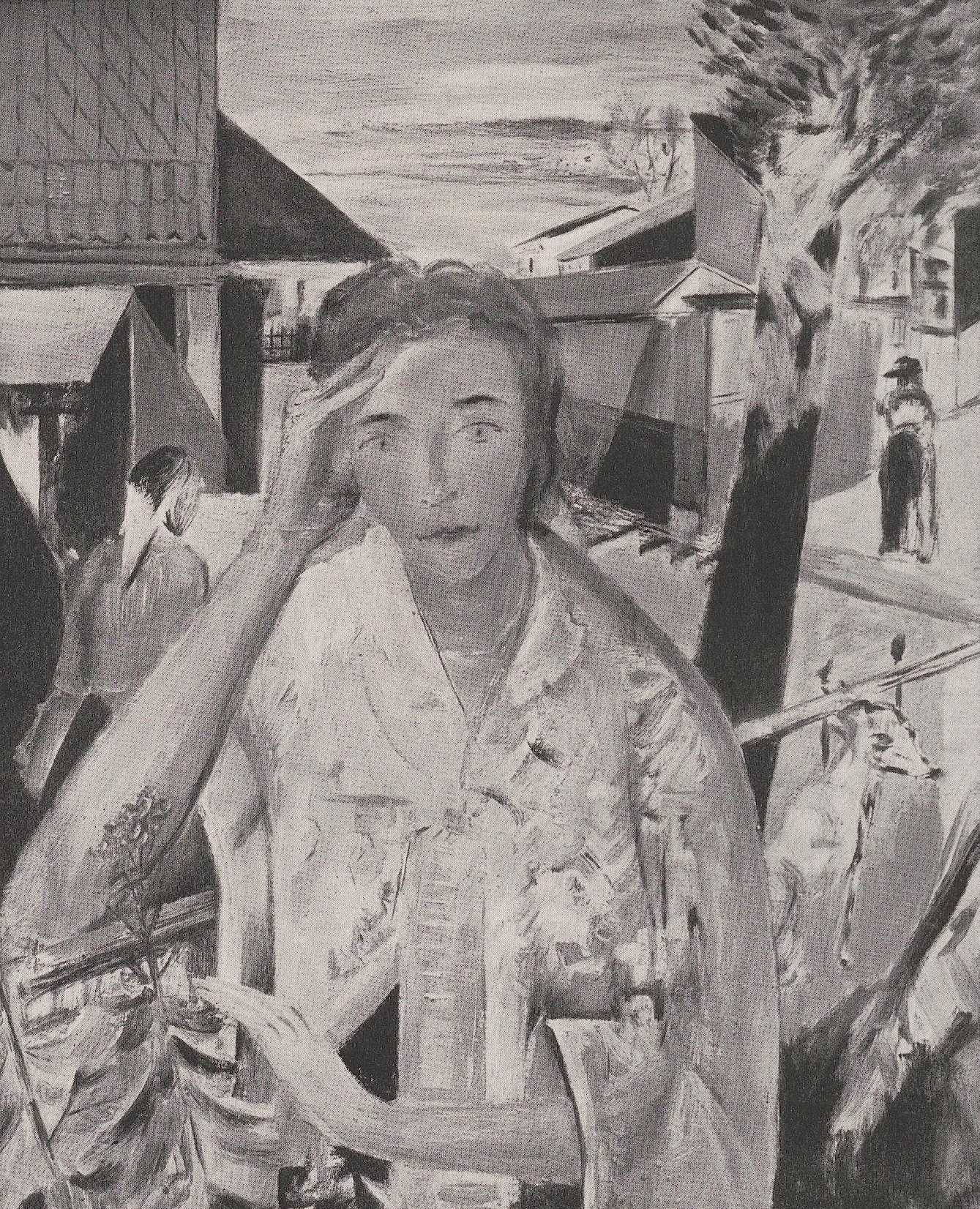
Mädchen am Gartenzaun
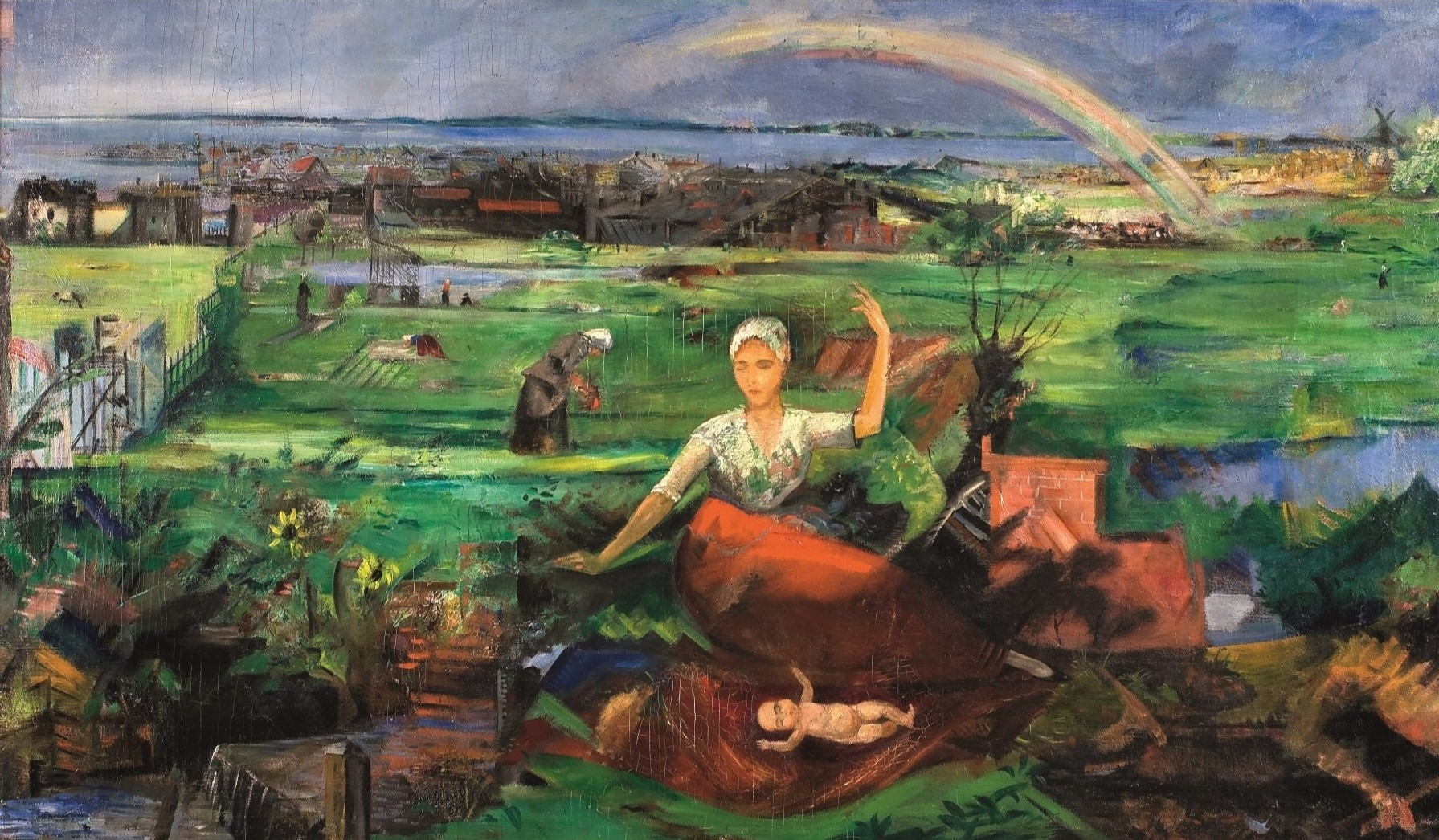
Landschaft mit Regenbogen (1922), Kunstmuseum Ahrenshoop
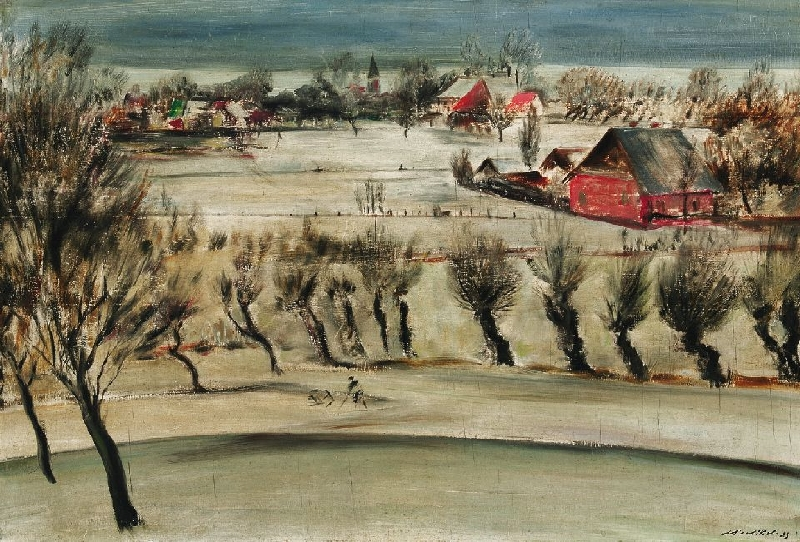
Winter in Ahrenshoop (1923), Kunstmuseum Ahrenshoop
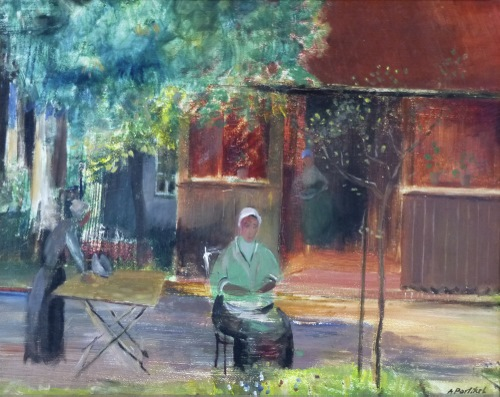
Vor dem roten Haus (1925)
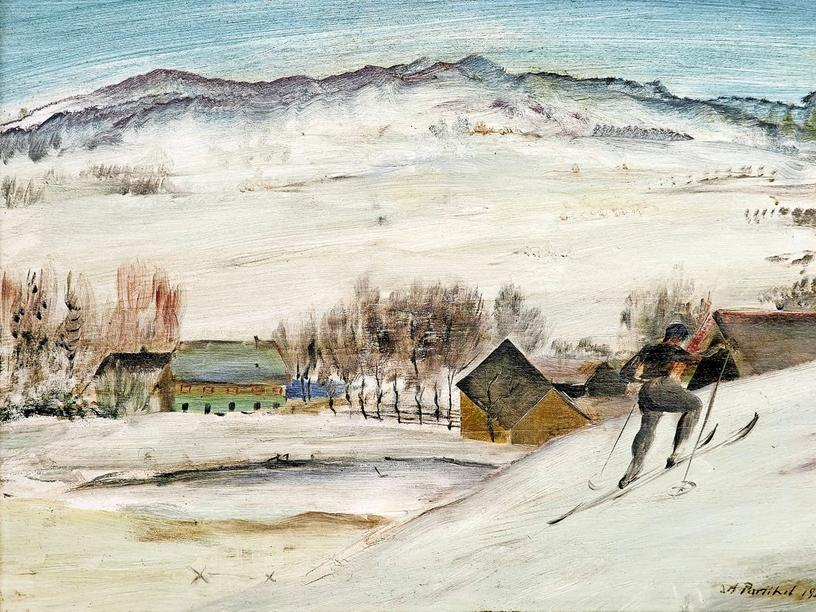
Skiläufer (1925)
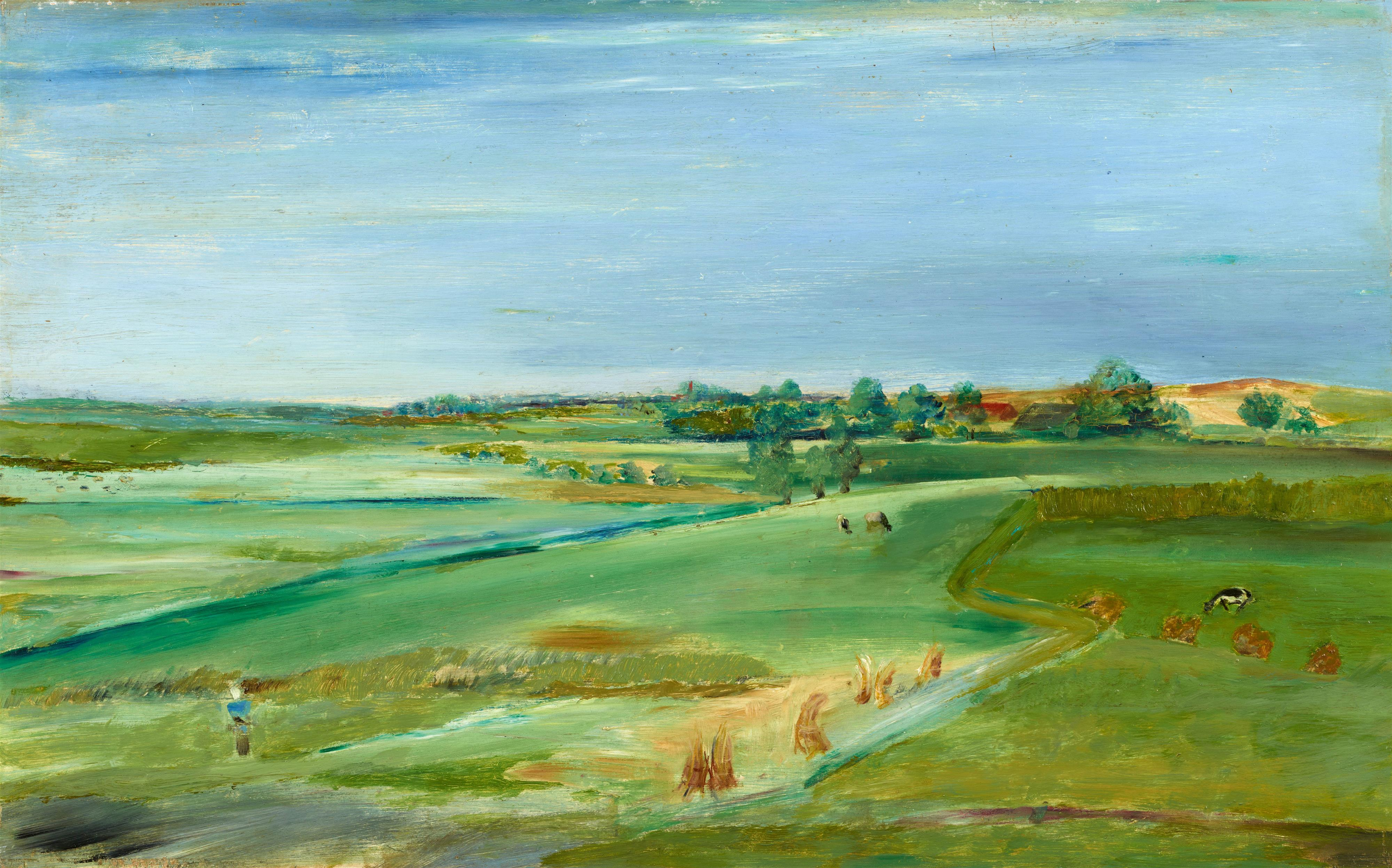
Landschaft mit Feldern
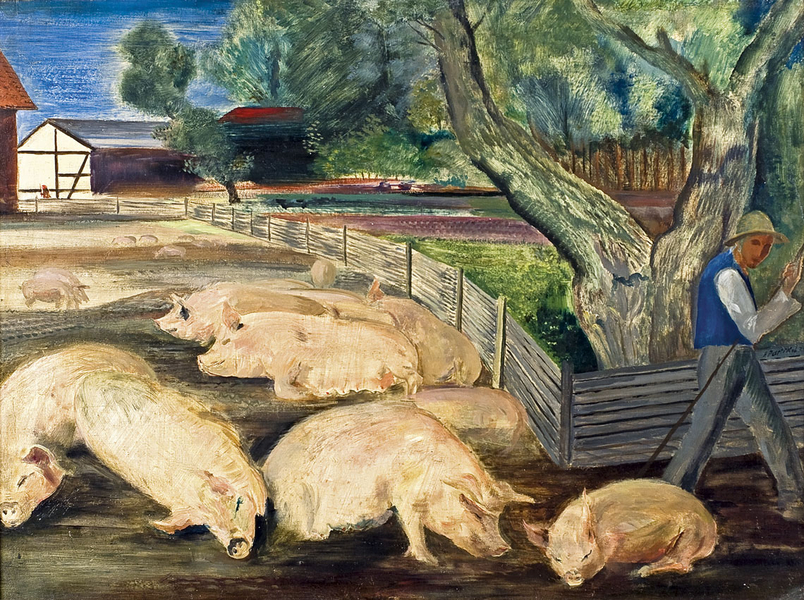
Der Schweinehirte (Der verlorene Sohn) (1931), Kunstmuseum Ahrenshoop
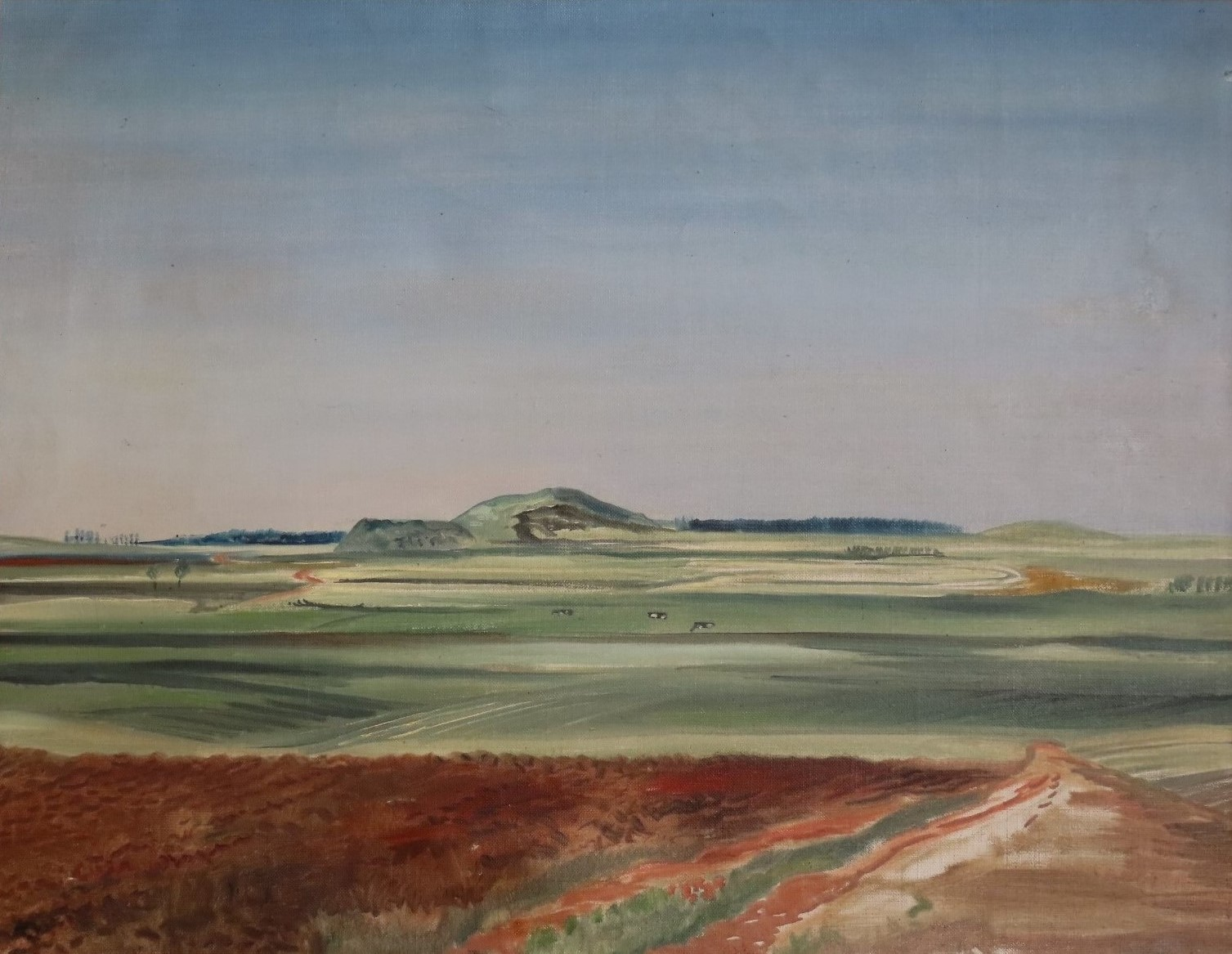
Landschaft mit Kühen (1933)
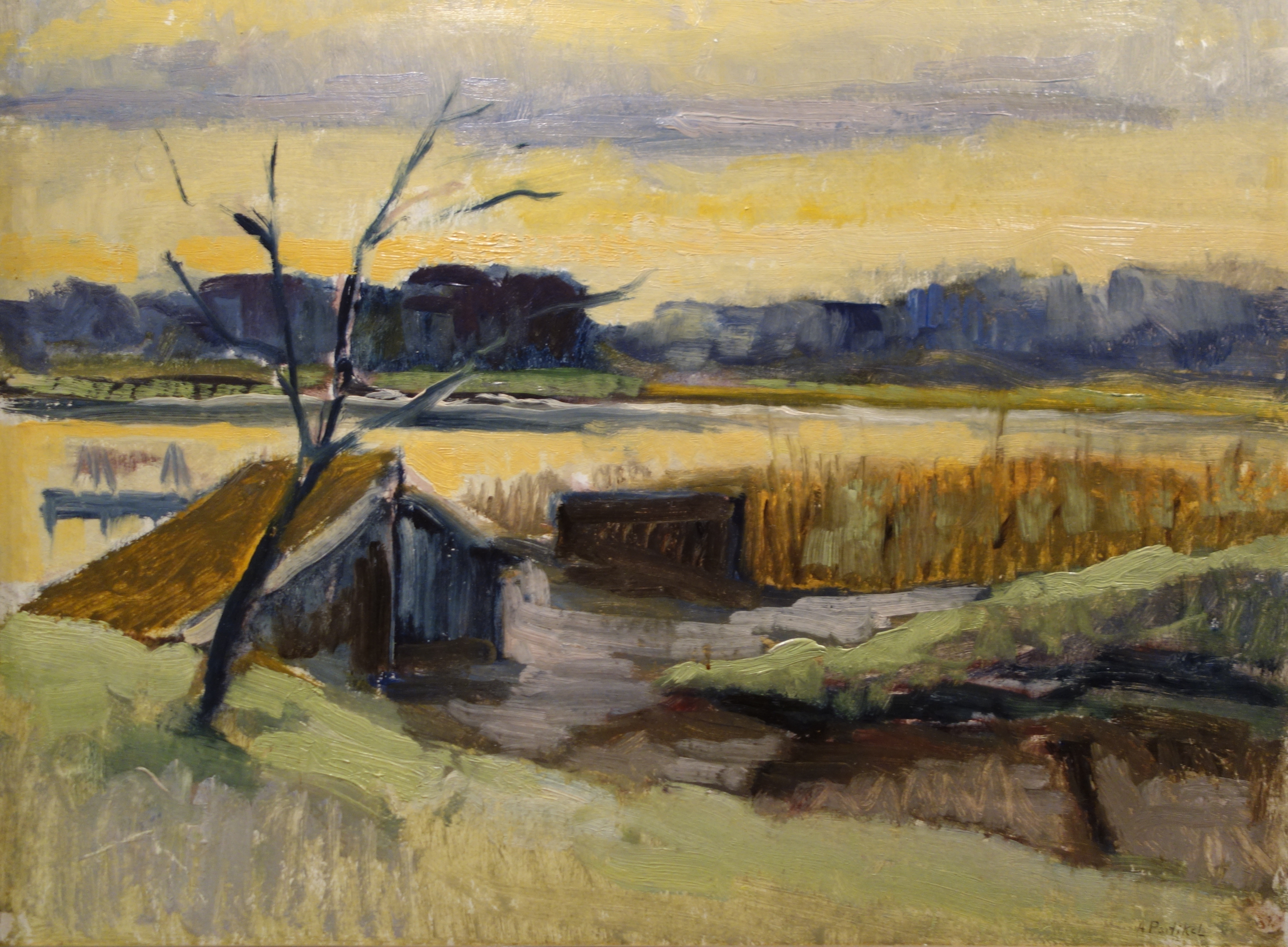
Boddenlandschaft bei Ahrenshoop

## Werke (Auswahl)

### 1937 als „entartet“ beschlagnahmte Werke
- Landschaft mit Figuren (Öl auf Holz, 59 × 90 cm, 1920)[4]
- Frau mit Pferd (Öl auf Holz, 1921; – Stand 2019 zur Restitution, Kulturhistorisches Museum Rostock)
- Kniender Akt (Öl)
- Winterlandschaft (Öl)[4]
- Drei Frauen (Lithografie, 30 × 23,9 cm, um 1920; Blatt 10 der beschlagnahmten Mappe Siebzehn Steinzeichnungen, Verlag Freie Secession Berlin, 1921)[4]

### Weitere Werke (Auswahl)
- 1911: Heuernte. Öl auf Leinwand
- 1913: Bildnis Dorothea Körte. Öl auf Leinwand
- 1913: Stehender Akt unter Weiden. Radierung
- 1914: Badende am See und Weibliche Akte mit Kind. 2 Radierungen
- 1919: Ländliche Elegie. Öl auf Holz
- 1919: Reiter mit Pferd vor betenden Nonnen. Öl auf Holz
- 1919: Am Heuhaufen. Öl auf Holz
- 1920: Bäuerin mit zwei Ziegen. Öl auf Leinwand
- 1920: Hirtenlieder. Grafikmappe,  F. Möller Verlag, Potsdam 1920[11]
- 1921: Am Sonntagmorgen. Öl auf Leinwand
- 1923: Winterlandschaft. Öl auf Leinwand
- 1925: Vor dem roten Haus. Ölgemälde
- 1925: Wäsche im Schnee. Ölbild
- 1929: Boddenlandschaft. Bei der Feldarbeit. Öl auf Holz
- 1929: Küstenlandschaft mit Frauen bei der Feldarbeit. Öl auf Holz
- um 1930: Hafeneinfahrt. Gemälde
- nach 1930: Fischernetze. Öl auf Leinwand
- um 1931: Leuchtturm von Brüsterort. Ölgemälde
- 1932: Spätsommertag. Ölbild
- 1934: Niehagen. Feder und Tinte
- 1935: Wiesenpflanzen. Aquarelle
- 1938: Tauschnee in Masuren. Öl auf Leinwand
- 1939: Abendliche Landschaft mit Wiesen und Feldern. Aquarelle
- 1940: Boddenlandschaft bei Ahrenshoop. Öl auf Malgrund
- 1943–1945: Darß-Dorflandschaft im Winter. Aquarelle
- 1943: Haus am See. Ölgemälde
- Morgen über Wanderdüne. (Nidden)
- Hafen im Nebel. (Nidden)
- Landleben. 10 Radierungen
- Die Frauen und Schafe. Öl auf Leinwand
- Landschaft mit Bauernhäusern. Öl auf Holz